# Charles-Emmanuel de Bourbon-Parme
Pour les autres membres de la famille, voir Maison de Bourbon-Parme.
Charles-Emmanuel de Bourbon, prince de Parme, né à Paris le 3 juin 1961,, est un prince capétien et l'un des nombreux descendants agnatiques de Louis XIV.

## Biographie
Il est le fils cadet du prince Michel de Bourbon (1926-2018) et de la princesse Yolande de Broglie-Revel (1928-2014), mariés en 1951 (le caractère dynaste de leurs enfants en Espagne a été discuté).
C'est donc un arrière-petit-fils de Robert Ier de Parme (1848-1907) — de la branche des Bourbons d'Espagne issue de Philippe V d'Espagne, petit-fils de Louis XIV —, qui régna sur le duché de Parme qu'il perdit en 1860, lors de la réalisation de l'Unité italienne, et un petit-fils du prince René de Bourbon-Parme (1894-1962) et de la princesse Marguerite de Danemark (1895-1992).
Il épouse à Dampierre-en-Yvelines, le 25 mai 1991, la baronne Constance de Ravinel, née le 18 juillet 1971 à Boulogne-Billancourt, dont il a quatre enfants :
1. Amaury de Bourbon, prince de Parme (1991), épouse civilement à la mairie de Sully, le 3 juin 2023, puis religieusement à la cathédrale Saint-Lazare d'Autun le 8 juillet suivant, Pélagie de Mac Mahon (1990)[8],[9],[10]. Ils sont les parents d'une fille, née le 25 décembre 2023, prénommée Sybille[11].
2. Charlotte de Bourbon, princesse de Parme (1993), épouse le 25 juin 2022 Javier Valladares Urruela (1988), deuxième secrétaire de l’ambassade du Guatemala à Paris[12] ;
3. Élisabeth de Bourbon, princesse de Parme (1996), épouse le 6 juillet 2024 Xavier Denis[10],[13] (1989), homme d’affaires spécialisé dans les infrastructures de marchés financiers[14] ;
4. Zita de Bourbon, princesse de Parme (1999).

Ce mariage a été approuvé par Charles-Hugues de Bourbon, duc de Parme (1930-2010), chef de la Maison de Bourbon-Parme,.
Charles-Emmanuel de Bourbon-Parme est actif au sein du légitimisme, mouvance ayant fait allégeance dynastique au prince Louis de Bourbon. Il est président d’honneur de l'Association Louis XVI, ainsi que du Mémorial de France à Saint-Denys. Charles-Emmanuel de Bourbon-Parme organise la translation officielle (présidée par Louis de Bourbon) le 8 juin 2004 de l'urne funéraire contenant le cœur de Louis XVII dans la chapelle des Bourbons de la Basilique Saint-Denis. Il obtient personnellement l'autorisation du ministre de la Culture pour cette inhumation.
Il fait procéder à des analyses ADN dans deux laboratoires hors de France afin d'authentifier le cœur. Son fils Amaury est chargé de porter l'urne. Dans l'assistance sont présents entre autres Emmanuelle de Dampierre, duchesse d'Anjou et de Ségovie, Francisco de Borbón y Escasany, duc de Séville, Charles de Habsbourg-Lorraine, Françoise de Bourbon-Parme, princesse de Lobkowicz, ses sœurs Marie-Thérèse et Cécile ou le prince Jean de Luxembourg.
Charles-Emmanuel de Bourbon-Parme est l'auteur de plusieurs tribunes dans la revue légitimiste Vexilla Galliae et effectue des interventions régulières sur TV Libertés.

## Ordre sacré militaire et constantinien de saint Georges
Charles-Emmanuel de Bourbon-Parme est président de la commission royale pour la France de l'ordre. À ce titre, il est membre de la députation royale présidée par le grand préfet, le duc de Noto. La députation royale avec les grands officiers assiste le gouvernement de l'ordre sous l'autorité du grand maître, le prince Pierre de Bourbon-Siciles, duc de Calabre et comte de Caserte, chef de la maison de Bourbon des Deux-Siciles, comme ses ancêtres les rois des Deux-Siciles en tant qu'aînés farnésiens. C'est à la demande de l'infant Charles que la commission royale pour la France a été créée en 2015. La nomination de son cousin Charles-Emmanuel, manifeste l'intérêt particulier de l'infant pour les chevaliers et dames français qui doivent vivre en bons chrétiens en prenant part à toutes les manifestations qui contribuent au développement des principes religieux et en coopérant au réveil des pratiques chrétiennes. La commission royale pour la France soutient des projets et actions humanitaires.[réf. nécessaire]

## Prises de position

### Affaire Jeff Koons
Il porte plainte le 20 décembre 2008 contre l'exposition de Jeff Koons au château de Versailles mais il est débouté le 24 décembre 2008 par le juge des référés du tribunal administratif de Versailles puis par le Conseil d’État.
Une demande de ce type a surpris par sa nouveauté ; plus que l'utilisation de château de Versailles pour exposition jugée « érotique » par certains aspects, c’est l'utilisation des appartements privés qui posait problème pour Charles-Emmanuel de Bourbon-Parme et les partisans qu'il a rassemblés dans l'affaire : ces appartements sont liés au souvenir non seulement du Roi-Soleil mais aussi à celui de Louis XVI et de Marie-Antoinette.
Une manifestation d'opposants s'est tenue devant les grilles du château de Versailles au matin de l'inauguration, le 10 septembre 2008.

### Soutien aux Gilets jaunes
En 2018-2020 — comme son aîné, le prince Louis de Bourbon (« Louis XX ») —, le prince Charles-Emmanuel de Bourbon-Parme soutient le mouvement des Gilets jaunes. Après leur avoir manifesté son soutien sur les réseaux sociaux, il joint l'acte à la parole en participant, dès novembre 2018, à la deuxième réunion des Gilets jaunes, en Normandie, puis en manifestant à leurs côtés sur le rond-point de l'Obélisque de Fontainebleau. Il explique : « l'origine du mouvement n'est ni de droite, ni de gauche, ni d'en haut, ni d'en bas, mais de Français qui veulent vivre de leur travail. Les Gilets jaunes sont sur les ronds-points depuis des mois, chaque samedi, car les autres jours de la semaine ils travaillent, et le dimanche ils sont en famille avec leurs enfants. Ce ne sont pas les casseurs ! [...] Il faut arrêter de stigmatiser les Gilets jaunes, ils ne sont pas violents. Ils discutent, échangent, partagent et c’est la raison de ma présence à leurs côtés aujourd’hui, comme depuis le début et tant qu’il le faudra ! ».
De même, le 21 février, à l'occasion de l'acte XV, il participe à un « pique-nique citoyen » auprès de centaines de manifestants, après y avoir été invité par les organisateurs, sur l'esplanade du Fer à cheval, en face du château de Chambord. Rejetant les partis politiques et les syndicats, il précise : « comme beaucoup, j'en ai surtout par-dessus la tête de ce matraquage fiscal. Pour moi, l'essentiel serait que les Français puissent vivre et être récompensés de leur travail. [...] Nous, les Bourbons, sommes majoritairement orientés vers le bien commun ».

### Soutien politique
En février 2022, Charles-Emmanuel de Bourbon-Parme et son fils, Amaury de Bourbon-Parme, annoncent soutenir Éric Zemmour pour l'élection présidentielle de 2022. En outre, Amaury de Bourbon-Parme se présente aux élections législatives dans la deuxième circonscription de l'Orne sous les couleurs du parti d'Éric Zemmour, Reconquête,, parti qu'il rejoint simultanément.

## Publications
- Charles-Emmanuel de Bourbon-Parme et Valérie Heim de Balsac, Polo : Un sport à découvrir / A sport to discover, en français et anglais, éditeurs : Paris : D. Carpentier ; Paris : Éd. Pallidum, 1966, 157 p.  (ISBN 978-2-84167-445-9 et 2-84167-445-2) (BNF 40945641).
- Charles de Bourbon-Parme, Le Bon sens au pouvoir : Pour que la France retrouve sa place au soleil, Nimes, Éditions Lacour-Ollé, 2016, 351 p. (ISBN 978-2-7504-4270-5).